# Редки (Индијана)
Редки (енгл. Redkey) град је у америчкој савезној држави Индијана.

## Демографија
По попису из 2010. године број становника је 1.353, што је 74 (-5,2%) становника мање него 2000. године.
| Група             | 2000.         | 2010.         |
| Белци             | 1.400 (98,1%) | 1.316 (97,3%) |
| Афроамериканци    | 2 (0,1%)      | 3 (0,2%)      |
| Азијати           | 1 (0,1%)      | 3 (0,2%)      |
| Хиспаноамериканци | 13 (0,9%)     | 19 (1,4%)     |
| Укупно            | 1.427         | 1.353         |